# Terina octogesa
Terina octogesa là một loài bướm đêm trong họ Geometridae.